# Parafia św. Teresy od Dzieciątka Jezus w Koninie
Parafia Świętej Teresy od Dzieciątka Jezus w Koninie –  rzymskokatolicka parafia w Koninie, należąca do diecezji włocławskiej i dekanatu konińskiego III. Powołana w 1970 roku. Obsługiwana przez księży diecezjalnych.
Pierwszym i długoletnim proboszczem parafii pw. św. Teresy w Łężynie był ks. Bogusław Palenicki. 

## Duszpasterze
- proboszcz: ks. Sławomir Majdecki (od 2011)

## Kościoły
- kościół parafialny: Kościół św. Teresy od Dzieciątka Jezus w Koninie